# Avenida José Joaquín Prieto Vial
La avenida José Joaquín Prieto Vial (anteriormente conocida como «Avenida Ochagavía») es una arteria vial que recorre de norte a sur, en paralelo a la Autopista Central, al sur de la ciudad de Santiago de Chile. El trazado de norte a sur recorre las comunas de Pedro Aguirre Cerda y Lo Espejo, mientras que su trazado de sur a norte pasa por las comunas de La Cisterna y San Miguel.
Su nombre se debe al expresidente de la república José Joaquín Prieto, quien durante la guerra civil chilena de 1829-1830 comandó el bando conservador en la Batalla de Ochagavía, desarrollada en la hacienda homónima, donde actualmente corresponde a la comuna de Pedro Aguirre Cerda.
Hasta 1955 la avenida era conocida simplemente como «camino Ochagavía», estableciéndose su denominación actual mediante la Ley 11794 del 4 de marzo de 1955 y ratificado mediante un cambio de nombre oficial ocurrido en octubre de 1976.